# Andreas Blomqvist
Andreas Blomqvist (5 mei 1992) is een Zweeds betaald voetballer die doorgaans speelt als middenvelder voor IFK Nörrkoping. In 2015 verruilde hij Mjällby AIF voor Aalborg BK. Blomqvist maakte in 2014 zijn debuut in het Zweeds voetbalelftal.

## Carrièrestatistieken
| Seizoen                      | Club            | Competitie      | Competitie | Competitie | Beker | Beker | Internationaal | Internationaal | Overig | Overig | Totaal | Totaal |
| Seizoen                      | Club            | Competitie      | Wed.       | Dlp.       | Wed.  | Dlp.  | Wed.           | Dlp.           | Wed.   | Dlp.   | Wed.   | Dlp.   |
| ---------------------------- | --------------- | --------------- | ---------- | ---------- | ----- | ----- | -------------- | -------------- | ------ | ------ | ------ | ------ |
| 2012                         | Mjällby AIF     | Allsvenskan     | 11         | 0          | 4     | 0     | 0              | 0              | 0      | 0      | 15     | 0      |
| 2013                         | Mjällby AIF     | Allsvenskan     | 27         | 3          | 4     | 0     | 0              | 0              | 0      | 0      | 31     | 3      |
| 2014                         | Mjällby AIF     | Allsvenskan     | 29         | 7          | 1     | 0     | 0              | 0              | 0      | 0      | 30     | 7      |
| 2014/15                      | Aalborg BK      | Superligaen     | 1          | 0          | 1     | 0     | 0              | 0              | 0      | 0      | 2      | 0      |
| 2015/16                      | Aalborg BK      | Superligaen     | 0          | 0          | 1     | 0     | 0              | 0              | 0      | 0      | 1      | 0      |
| Carrière totaal              | Carrière totaal | Carrière totaal | 68         | 10         | 11    | 0     | 0              | 0              | 0      | 0      | 79     | 10     |
| Bijgewerkt op 5 januari 2016 |                 |                 |            |            |       |       |                |                |        |        |        |        |

## Interlandcarrière
Op 17 januari 2014 debuteerde Blomqvist voor Zweden in een vriendschappelijke wedstrijd tegen Moldavië (2–1 winst).
| Interlands van Andreas Blomqvist voor Zweden | Interlands van Andreas Blomqvist voor Zweden | Interlands van Andreas Blomqvist voor Zweden | Interlands van Andreas Blomqvist voor Zweden | Interlands van Andreas Blomqvist voor Zweden | Interlands van Andreas Blomqvist voor Zweden |
| №                                            | Datum                                        | Wedstrijd                                    | Uitslag                                      | Competitie                                   | Goals                                        |
| Als speler bij Mjällby AIF                   | Als speler bij Mjällby AIF                   | Als speler bij Mjällby AIF                   | Als speler bij Mjällby AIF                   | Als speler bij Mjällby AIF                   | Als speler bij Mjällby AIF                   |
| -------------------------------------------- | -------------------------------------------- | -------------------------------------------- | -------------------------------------------- | -------------------------------------------- | -------------------------------------------- |
| 1                                            | 17 januari 2014                              | Moldavië – Zweden                            | 1 – 2                                        | Vriendschappelijk                            | 0                                            |
| 2                                            | 21 januari 2014                              | Zweden – IJsland                             | 2 – 0                                        | Vriendschappelijk                            | 0                                            |